# Microiulus fontisherculis
Microiulus fontisherculis är en mångfotingart som först beskrevs av Karl Wilhelm Verhoeff 1899.  Microiulus fontisherculis ingår i släktet Microiulus och familjen kejsardubbelfotingar. Inga underarter finns listade i Catalogue of Life.